# (4232) Aparicio
(4232) Aparicio ist ein Hauptgürtelasteroid, der am 13. Februar 1977 von M. R. Cesco an der Astronomischen Einrichtung Leoncito entdeckt wurde.
Der Asteroid wurde nach dem Geologen und Mineralogen Emiliano Pedro Aparicio (1921–1988) benannt.